# Thủy điện Sông Bạc
Thủy điện Sông Bạc là thủy điện xây dựng trên sông Bạc tại vùng đất xã Tân Trịnh huyện Quang Bình tỉnh Hà Giang, Việt Nam .
Thủy điện Sông Bạc có công suất lắp máy 42 MW với 2 tổ máy, sản lượng hàng năm 166,2 triệu KWh, khởi công tháng 9/2010 hoàn thành tháng 8/2014, lễ khánh thành tháng 4/2015 .

## Hồ nước
Hồ nước thủy điện có diện tích 30,8 ha, dung tích toàn bộ là 3.282 m³, trên vùng đất các xã Tân Trịnh, Tân Bắc, Xuân Minh và Tiên Nguyên huyện Quang Bình.
Nước được dẫn từ tuyến đập theo đường ống dài 7 km đến nhà máy ở trung tâm hành chính xã Tân Trịnh.22°24′55″B 104°42′59″Đ / 22,415322°B 104,716388°Đ

## Thủy điện Xuân Minh Hà Giang
Năm 2018 đã hoàn thành xây dựng Thủy điện Xuân Minh công suất lắp máy 5 MW, xây dựng trên Sông Bạc ở xã Xuân Minh huyện Quang Bình. 22°29′04″B 104°44′13″Đ / 22,484501°B 104,736918°Đ

## Tác động môi trường dân sinh
Tính đến quý 1/2015 thủy điện Sông Bạc đang nợ hơn 3,3 tỉ đồng tiền dịch vụ môi trường rừng, được Quỹ bảo vệ Phát triển rừng tỉnh Hà Giang nêu tên trong danh sách dài các công ty trong tỉnh .

## Sông Bạc
Sông Bạc là phụ lưu cấp 2 của sông Lô, chảy ở huyện Quang Bình tỉnh Hà Giang. Sông bắt nguồn từ các suối ở vùng núi xã Nậm Ty huyện Hoàng Su Phì 22°36′52″B 104°44′24″Đ / 22,61444°B 104,74°Đ với dòng chính là Nậm Ong, chảy uốn lượn về hướng nam.
Đến bản Ngòi Ham xã Tân Trịnh 22°23′22″B 104°42′49″Đ / 22,38944°B 104,71361°Đ sông đổ vào sông Con, một phụ lưu cấp 1 của sông Lô .